# Rydbergkonstanten
Rydbergkonstanten (symbol {\displaystyle R_{\infty }} for tunge atomer eller {\displaystyle R_{\text{H}}} for hydrogen) er i spektroskopi en fysisk konstant knyttet til et atoms elektromagnetiske spektrum. Konstanten anvendes i  rydbergformlen, som kan anvendes til at forudsige bølgelængder der udsendes fra hydrogen, H. Rydbergkonstanten er: 10.973.731,568508 m-1
Rydbergkonstanten er opkaldt efter den svenske fysiker Johannes Rydberg.
| Fysik | Spire Denne artikel om fysik er en spire som bør udbygges. Du er velkommen til at hjælpe Wikipedia ved at udvide den. |